# نوسترا فاميليا
عائلة نويسترا (الإسبانية "our family" «عائلتنا») هي منظمة إجرامية من عصابات السجن الأمريكية من أصل مكسيكي نشأت في شمال كاليفورنيا. من أبرز منافسيهم أعضاء المافيا المكسيكية وعصابة الأخوة ايرين في حين يعتبر أعضاء عصابة نورتينوس تابعة لها.
ويرجح بعض موظفي السجون الأمريكية أن عصابة نوسترا فاميليا، التي تنشط داخل وخارج سجونها، تؤثر بشكل كبير على الكثير من النشاطات الإجرامية للآلاف من أعضاء عصابة نورتينوس النشطة في كاليفورنيا.
ومن أبرز مصادر الدخل الرئيسية للعصابة داخل الأنظمة السجنية وخارجها هي تجارة وتوزيع المخدرات بكل أنواعها (كوكايين، هيروين، ماريجوانا، ميثامفيتامين) بالإضافة إلى التحكم وابتزاز موزعي المخدرات في الشوارع.